# شلدون وایت‌هاوس
شلدون وایت‌هاوس (به انگلیسی: Sheldon Whitehouse) (زادهٔ ۲۰ اکتبر ۱۹۵۵) سناتور ایالت رود آیلند در سنای ایالات متحده آمریکا است که برای نخستین‌بار در ۳ ژانویه ۲۰۰۷ به‌عضویت این مجلس درآمد. وی در زمرهٔ سناتورهای گروه اول است که تنها دو سال در سنا حضور دارند و در انتخابات بعدی نیز مجدداً می‌توانند شرکت کنند و تا تاریخ ۳ ژانویه ۲۰۱۹ در این مجلس خواهد بود.